# Coolamon, New South Wales
Coolamon är en ort i Australien. Den ligger i kommunen Coolamon och delstaten New South Wales, i den sydöstra delen av landet, omkring 380 kilometer väster om delstatshuvudstaden Sydney.
Trakten runt Coolamon är nära nog obefolkad, med mindre än två invånare per kvadratkilometer.. Coolamon är det största samhället i trakten.
Trakten runt Coolamon består till största delen av jordbruksmark. Genomsnittlig årsnederbörd är 587 millimeter. Den regnigaste månaden är februari, med i genomsnitt 88 mm nederbörd, och den torraste är oktober, med 22 mm nederbörd.